# Cymodocea nodosa
La seba (Cymodocea nodosa) es una especie de planta fanerógama marina, del subfilo angiospermas y de la familia  Cymodoceaceae.

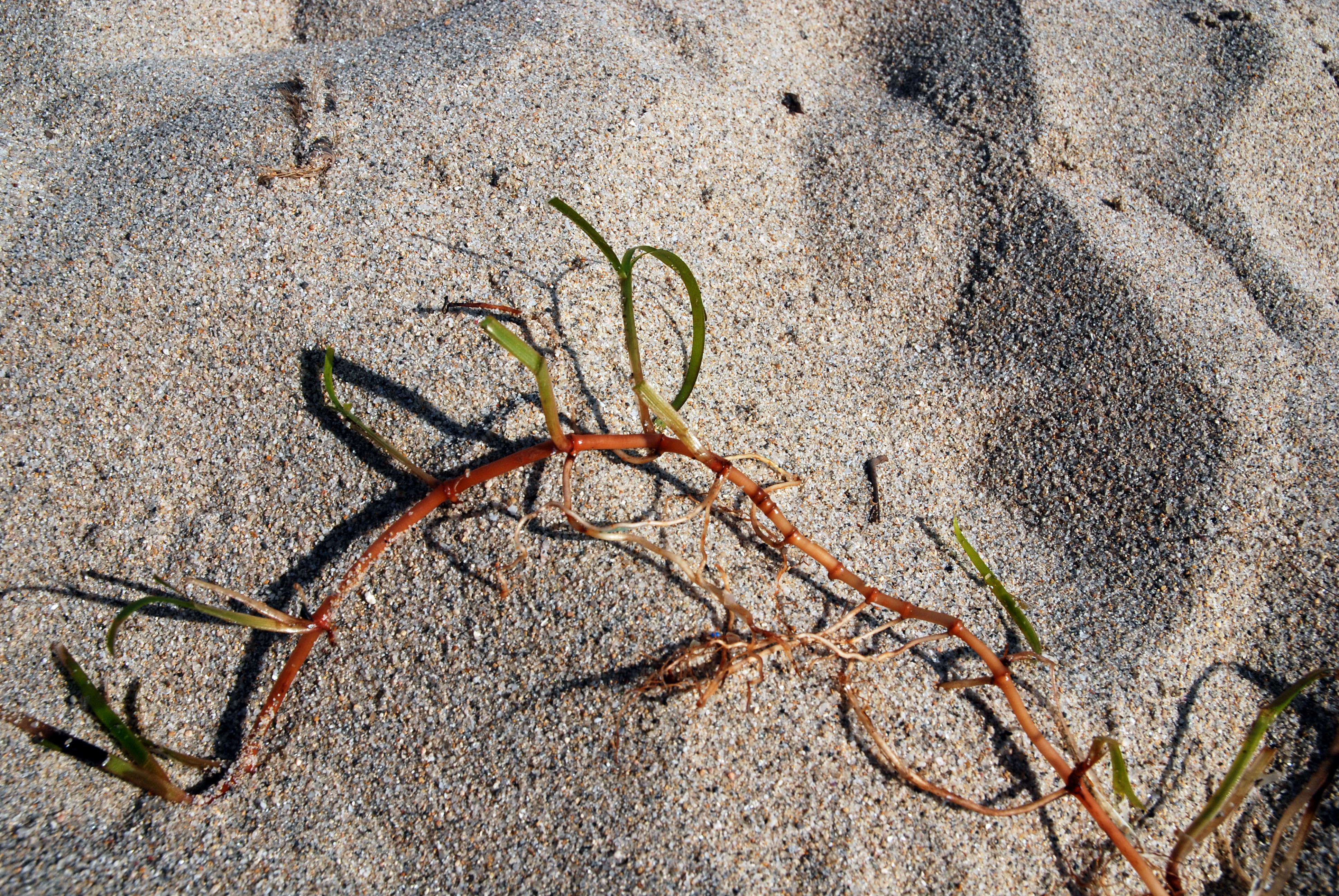
Detalle de la planta

## Descripción
Es una hierba (fanerógama de las angiospermas) de hasta de 60 cm de altura, rizomatosa, enraizada en los fondos marinos. Rizoma de 2-5,5 mm de diámetro, leñoso, con braquiblastos y raíces ramificadas en los nudos; braquiblastos de hasta de 2 cm, distanciados unos de otros 1,2-16 cm, con 3-4(7) hojas en el ápice y numerosas cicatrices foliares en la base. Hojas de 16-60 cm, erectas,generalmente con escamas intravaginales ± filiformes en sus axilas; vaina 2-12 cm, que cubre a las hojas más internas y también a las flores cuando existen, algo membranácea; lígula de 0,3-1,2 mm, lunulada, coriácea; limbo 14-49 cm de longitud y (1)1,5-5,5 mm de anchura, obtuso, de margen serrulado, mucho más marcado en el ápice, con (3)5-7(9) nervios principales paralelos. Son plantas dioicas, es decir, que cuentan con flores masculinas o flores femeninas. Flores terminales en el ápice de los braquiblastos, las masculinas largamente pediceladas, las femeninas sésiles o subsésiles, solitarias,desnudas; pedicelos 4-7(10) cm. Anteras 11-15 mm, ± ovadas, apiculadas, amarillentas, con máculas rojizas. Gineceo con 2 carpelos; ovario ovoideo, sésil; estilo (1)2-3 mm;estigma 22-25 mm, filiforme. Drupa (8)12-14 x (6)8-10 mm, de sección semicircular,lateralmente comprimida, picuda, sésil, con 3 costillas crenuladas en el dorso,amarillenta, cuando madura seca, aqueniforme; pico 1-3 mm, oblicuo, persistente. Semillas 7(10)-12 x 6-8 mm.

## Distribución y hábitat
Se encuentra en substratos generalmente pedregosos, arenosos o fangosos; desde zonas intermareales hasta los 30(69)m de profundidad, en el Mediterráneo, Mar Menor  y costas atlánticas del SW de España, W de Marruecos, Islas Canarias y Senegal.

## Ecología
Los fondos donde abundan son conocidos como sebadales en Europa y ceibadales en Cuba y en México. Se encuentran sobre fondos arenosos, desde un par de metros en las orillas hasta unos 10 metros en las zonas costeras arenosas, extendiéndose incluso unos 30 m de profundidad. 
Sus hojas suelen ser lugar de puesta y de hábitats de numerosos especies de animales y vegetales como diversas algas, crustáceos (isópodos, anfípodos), gasterópodos (caracolas, opsitobranquios, nudibranquios), pequeñas anémonas, caballitos de mar, etc. Además de estabilizar el sustrato con su sistema radicular, esta fanerógama sirve como soporte para una gran cantidad de algas filamentosas e invertebrados, que se instalan sobre sus hojas, y como lugar de desarrollo de una gran cantidad de alevines y juveniles de peces propios de los fondos rocosos, que encuentran aquí un ambiente propicio, con abundancia de alimento y sin los depredadores de las zonas rocosas. De igual forma, las praderas presentan también una fauna característica, representada por peces como la herrera (Lithognatus), mojarra (Diplodus) o salmonete (Mullus). Su aspecto es parecido al césped de un campo deportivo porque sus hojas alargadas y de un verde casi transparente guardan bastante uniformidad.
Según el Catálogo Español de Especies Amenazadas, se encuentra en la categoría de Vulnerable.

## Taxonomía
Cymodocea nodosa fue descrita por Paul Friedrich August Ascherson y publicado en Pittonia 1(10): 163–164. 1888.
Citología
Número de cromosomas de Cymodocea nodosa (Fam. Zannichelliaceae) y táxones infraespecíficos: 2n=28
Sinonimia
- Cymodocea aequorea K.D.Koenig
- Cymodocea major (Willd.) Grande
- Cymodocea preauxiana Webb & Berthel.
- Cymodocea webbiana A.Juss.
- Kernera nodosa (Ucria) Schult. & Schult.f.
- Phucagrostis major Theophr. ex Cavolini
- Phucagrostis major Willd.
- Phucagrostis nodosa (Ucria) Kuntze
- Zostera mediterranea DC.
- Zostera nodosa Ucria
- Zostera serrulata Targ.Tozz.[6]

## Nombres comunes
- Castellano: Ucria, grama de mar, ova,[7] yerba marina.